# Blagověščensk
Blagověščensk (rusky Благове́щенск,  výslovnost) je ruské město, administrativní centrum Amurské oblasti. Nachází se 7985 km východně od Moskvy. Žije zde přibližně 240 tisíc obyvatel.
Město leží asi 110 km od Transsibiřské magistrály, na levém břehu řeky Amur v místě soutoku se Zejou. Amur tvoří od roku 1860 hranici s Čínou, do té doby patřila oblast právě Číně. 20 km severozápadně od města se nachází letiště Ignatěvo.

## Historie a současnost
Město bylo založeno roku 1856 jako vojenská základna Usť-Zeja. Dnešní jméno získal Blagověščensk podle místního farního kostela Zvěstování (rusky Благовещение, Blagoveščenje). Rozkvět města je dán zejména zlatou horečkou z počátku 20. století a pozicí na čínské hranici, pouhých pár set metrů od města Chej-che.
Během Boxerského povstání roku 1900 bylo město ostřelováno čínskými povstalci. Dle místního vyprávění město zachránila Panna Marie, k jejíž ikoně se zdejší obyvatelé čtrnáct dní v kuse modlili. Na konci povstání se ruská armáda ve spolupráci s kozáky rozhodla vyhnat čínskou komunitu na pravý, čínský břeh řeky Amur. Lidé byli vojáky nahnáni do řeky, kde mnoho z nich v hluboké vodě zahynulo. Hovoří se až o třech tisících utonulých Číňanů.
Dnes tvoří Blagověščensk a Chejche zónu volného obchodu. Nachází se zde jedna z nejpočetnějších čínských komunit v Rusku. Město pro Číňany nabízí jednoduchou možnost migrace do Ruska, zařizuje mnoho čínských institucí a nedávno bylo dokonce postaveno nové sídliště Severnyj s nabídkou levného bydlení pro nové obyvatele města.
Město je sídlem Amurské státní univerzity (rusky Аму́рский госуда́рственный университе́т, Amurskij gosudarstvenyj universitet) a Blagověščenské státní pedagogické univerzity (rusky Благовещенский Государственный Педагогический Университет, Blagověščenskij gosudarstvenyj pedagogičeskij universitet).

## Paleontologie
V této oblasti byli od 50. let 20. století objevovány početné fosilie dinosaurů. Kachnozobí hadrosauridi zde byli koncem křídy (asi před 70 až 66 miliony let) patrně loveni velkými tyranosauridními teropody, blízce příbuznými populárnímu severoamerickému druhu Tyrannosaurus rex. Jejich fosilní zuby a jiné části kostry byly objeveny ve stejných sedimentech (geologické souvrství Udurčukan a některá další).